# Liste der Kulturdenkmäler in Merlau
Die folgende Liste enthält die in der Denkmaltopographie ausgewiesenen Kulturdenkmäler auf dem Gebiet des Ortsteils Merlau der Gemeinde Mücke, Vogelsbergkreis, Hessen.
Hinweis: Die Reihenfolge der Denkmäler in dieser Liste orientiert sich an der Anschrift, alternativ ist sie auch nach der Bezeichnung, der vom Landesamt für Denkmalpflege vergebenen Nummer oder der Bauzeit sortierbar.
Kulturdenkmäler werden fortlaufend im Denkmalverzeichnis des Landes Hessen durch das Landesamt für Denkmalpflege Hessen auf Basis des Hessischen Denkmalschutzgesetzes (HDSchG) geführt. Die Schutzwürdigkeit eines Kulturdenkmals hängt nicht von der Eintragung in das Denkmalverzeichnis des Landes Hessen oder der Veröffentlichung in der Denkmaltopographie ab.

Die bisher bekannten Bau- und Kunstdenkmäler hat das Landesamt für Denkmalpflege Hessen in sogenannten Arbeitslisten erfasst. Den Arbeitslisten liegen Erkenntnisse aus Akten, Ortsbegehungen und Denkmalinventaren, jedoch keine neuere systematische Forschung, zugrunde. Die Benehmensherstellung mit der Gemeinde gemäß § 11 Abs. 1 HDSchG ist noch nicht erfolgt.
Das Vorhandensein oder Fehlen eines Objekts in dieser Liste ist keine rechtsverbindliche Auskunft darüber, ob es Kulturdenkmal ist oder nicht: Diese Liste entspricht möglicherweise nicht dem aktuellen Stand der offiziellen Denkmaltopographie. Diese ist für Hessen in den entsprechenden Bänden der Denkmaltopographie Bundesrepublik Deutschland und im Internet unter DenkXweb – Kulturdenkmäler in Hessen einsehbar. Auch diese Quellen sind, obwohl sie durch das Landesamt für Denkmalpflege Hessen aktualisiert werden, nicht immer aktuell, da es im Denkmalbestand immer wieder Änderungen gibt.
Eine verbindliche Auskunft erteilt allein das Landesamt für Denkmalpflege Hessen.
Nutze diese Kartenansicht, um Koordinaten in der Liste zu setzen. In dieser Kartenansicht sind Kulturdenkmale ohne Koordinaten mit einem roten bzw. orangen Marker dargestellt und können in der Karte gesetzt werden. Kulturdenkmale ohne Bild sind mit einem blauen bzw. roten Marker gekennzeichnet, Kulturdenkmale mit Bild mit einem grünen bzw. orangen Marker.
| Bild                                           | Bezeichnung                                    | Lage                                                             | Beschreibung | Bauzeit                                              | Objekt-Nr. |
| ---------------------------------------------- | ---------------------------------------------- | ---------------------------------------------------------------- | ------------ | ---------------------------------------------------- | ---------- |
| weitere Bilder                                 | Gesamtanlage II - Kirschgarten                 | Lage                                                             |              |                                                      | 813330 DDB |
| Bild gesucht BW                                | Gesamtanlage I - Dorfkern                      | Lage                                                             |              |                                                      | 813345 DDB |
| Bild gesucht BW                                |                                                | Bahnhofstraße 25 LageFlur: 2, Flurstück: 74/4                    |              |                                                      | 813227 DDB |
| Bild gesucht BW                                |                                                | Bahnhofstraße 57 LageFlur: 2, Flurstück: 90                      |              |                                                      | 813194 DDB |
| Bahnhofstraße 69/71/73/75/77/79                |                                                | Bahnhofstraße 69/71/73/75/77/79 LageFlur: 2, Flurstück: 103/5    |              |                                                      | 813939     |
| Bahnhofstraße 83                               |                                                | Bahnhofstraße 83 LageFlur: 2, Flurstück: 272/4                   |              |                                                      | 813226 DDB |
| Ehemaliger Domanialhof Merlau                  | Ehemaliger Domanialhof Merlau                  | Burgstraße 3/7 LageFlur: 1, Flurstück: 98/2, 99/4                |              |                                                      | 813944 DDB |
| weitere Bilder                                 | Evangelische Kirche, Kirchhof                  | Burgstraße 16 LageFlur: 1, Flurstück: 17                         | Saalkirche   | 1853/57, an der Stelle einer älteren Vorgängerkirche | 813189 DDB |
| Alte Schule                                    | Alte Schule                                    | Burgstraße 18 LageFlur: 1, Flurstück: 16/2                       |              |                                                      | 813938 DDB |
| Bild gesucht BW                                |                                                | Burgstraße 20 LageFlur: 1, Flurstück: 21                         |              |                                                      | 813197 DDB |
| Bild gesucht BW                                |                                                | Burgstraße 27 LageFlur: 1, Flurstück: 68/1                       |              |                                                      | 813196 DDB |
| Bild gesucht BW                                |                                                | Burgstraße 28 LageFlur: 1, Flurstück: 32                         |              |                                                      | 813950 DDB |
| Bild gesucht BW                                |                                                | Burgstraße 29 LageFlur: 1, Flurstück: 67                         |              |                                                      | 813949 DDB |
| Bild gesucht BW                                |                                                | Burgstraße 40 LageFlur: 1, Flurstück: 49/1                       |              |                                                      | 813195 DDB |
| Bild gesucht BW                                |                                                | Flensunger Weg 79 LageFlur: 2, Flurstück: 270/5                  |              |                                                      | 813228 DDB |
| Bild gesucht BW                                |                                                | Grünberger Weg 1 LageFlur: 1, Flurstück: 254/7                   |              |                                                      | 938832 DDB |
| Pfarrhaus                                      | Pfarrhaus                                      | Heegstraße 7 LageFlur: 1, Flurstück: 18/3                        |              |                                                      | 813192 DDB |
| Bild gesucht BW                                |                                                | Heegstraße 27 LageFlur: 1, Flurstück: 47/3                       |              |                                                      | 813193 DDB |
| Bild gesucht BW                                | Gefallenendenkmal und Grabmal auf dem Friedhof | Heegstraße (neben Nr. 31) LageFlur: 1, Flurstück: 144            |              |                                                      | 813943 DDB |
| Bild gesucht BW                                | Brunnen                                        | Heegstraße (vor Burgstraße 20) LageFlur: 1, Flurstück: 361/1     |              |                                                      | 813308 DDB |
| Bild gesucht BW                                |                                                | Kirschgarten 8 LageFlur: 12, Flurstück: 2/1                      |              |                                                      | 813330 DDB |
| Bild gesucht BW                                | Backhaus                                       | Kirschgarten 9 LageFlur: 12, Flurstück: 14                       |              |                                                      | 813331 DDB |
| Bild gesucht BW                                |                                                | Kirschgarten 10 LageFlur: 12, Flurstück: 5/1                     |              |                                                      | 813329 DDB |
| Bild gesucht BW                                | Brücke über einen Mühlgraben                   | Ölberg LageFlur: 1, Flurstück: 363/2                             |              |                                                      | 813272 DDB |
| Bild gesucht BW                                |                                                | Schloßgasse 3 LageFlur: 1, Flurstück: 86/1                       |              |                                                      | 813942 DDB |
| Brücke über den Seenbach (bei Hochwasser 2013) | Brücke über den Seenbach                       | Seenbach, Gewann II, (Schloßgasse) LageFlur: 1, Flurstück: 356/6 |              |                                                      | 813190 DDB |
| weitere Bilder                                 |                                                | Vorwerkshof, Vorwerkshof 1 LageFlur: 5, Flurstück: 36/1          |              |                                                      | 813191 DDB |